# Ivica Račan
Ivica Račan (Ebersbach, Alemanya, 24 de febrer de 1944 - Zagreb, Croàcia, 29 d'abril de 2007), polític de l'esquerra croata, fou el primer ministre de Croàcia. Va néixer en un camp de treball a Ebersbach a Alemanya, on la seva mare fou presonera. Ell i la seva mare sobrevisqueren al bombardeig aliat de Dresden de l'any 1945, on restaren aïllats al soterrani d'un edifici enrunat.

## Biografia
Durant la república socialista de Iugoslàvia, Račan fou un membre de la Lliga de Comunistes de Croàcia. A la dècada dels 70 ascendí en els seus càrrecs dins del partit. Al final dels anys 80, destacà com un dels líders del Partit. N'esdevingué el seu líder l'any 1989.
Seguint la caiguda del comunisme, esdevingué el líder de del partit comunista reformat, anomenat llavors Lliga de Comunistes de Croàcia - Partit dels Canvis Democràtics. Durant la campanya per a les eleccions parlamentàries de Croàcia del 1990, Račan es va fer famós per manifestar públicament que creia que la Unió Democràtica Croata (HDZ) nacionalista era un «partit d'intencions perilloses».
El seu partit guanyà les eleccions parlamentàries de Croàcia del 2000, i Račan esdevingué el primer ministre amb l'ajuda del HSLS, i altres partits concentrats en el bloc centrista que posteriorment gestionaren diferents ministeris. En un principi Račan va ser un líder que simbolitzava la ruptura amb l'autoritarisme i el nacionalisme del passat. Però fou incapaç de liderar un govern format per una coalició de sis partits, i el seu estil de governació es pot resumir amb la frase en croat Odlučno možda («Decisiu potser» en català).
Després de molts problemes, formà un nou govern lleugerament modificat respecte a l'anterior que romandria al poder fins a les eleccions següents. A les eleccions del novembre de 2003, el seu partit va perdre la majoria parlamentària.
Ivica Račan es casà tres cops i té dos fills del seu primer matrimoni.